# Canada Ukraine Surgical Aid Program
Canada Ukraine Surgical Aid Program (program pomocy chirurgicznej Kanada-Ukraina) lub inaczej CUSAP to misja kanadyjskich lekarzy prowadzona przez dr. Oleha Antonyshyna, kanadyjskiego chirurga plastycznego ukraińskiego pochodzenia. Program został zainicjowany przez Fundację Kanada-Ukraina w 2014 roku po Rewolucji Godności. Lekarze-wolontariusze CUSAP zapewniają pacjentom bezpłatne wsparcie medyczne, a Fundacja Kanada-Ukraina pokrywa koszty związane z leczeniem.
Od 2014 do 2022 roku misja miała siedzibę w Kijowie, a także odbywała wizyty we Lwowie i Odessie. W 2022 roku, wraz z rozpoczęciem inwazji Rosji na Ukrainę na pełną skalę, program pomocy chirurgicznej został przeniesiony do szpitala w Czeladzi w Polsce.

## Historia programu
W kwietniu 2014 roku, po strzelaninie na Majdanie, ukraińsko-amerykańska lekarka, aktywistka i filantropka Ulana Suprun, która pełniła funkcję dyrektora ds. inicjatyw humanitarnych Światowego Kongresu Ukraińców, zaapelowała do Fundacji Kanada-Ukraina o pomoc medyczną dla Ukraińców rannych podczas Rewolucji Godności.
W marcu 2014 roku, w celu oceny sytuacji i możliwości pomocy medycznej, Fundacja Kanada-Ukraina zorganizowała wyjazd kilku przedstawicieli organizacji posiadających specjalizację medyczną, w tym dr Oleha Antonyshyna, chirurga plastycznego z Sunnybrook Health Sciences Centre w Toronto, profesora Wydziału Chirurgii Plastycznej, Rekonstrukcyjnej i Estetycznej na Uniwersytecie w Toronto oraz aktywnego członka kanadyjskiej diaspory ukraińskiej.
Członkowie delegacji odwiedzili kilka szpitali w Kijowie, gdzie leczono Ukraińców z ciężkimi obrażeniami, a także szpitale w Doniecku. Jak powiedział dr Oleh Antonyshyn, wrócił on do Kijowa ostatnim samolotem, który wystartował z lotniska w Doniecku (lotnisko zostało później zajęte przez prorosyjskich bojowników).
Po wizycie w co najmniej 20 szpitalach na Ukrainie, zapoznaniu się z lokalnym sprzętem i spotkaniach z miejscowymi chirurgami w celu przedyskutowania najpilniejszych potrzeb, dr Oleh Antonyshyn i kierownictwo Fundacji Kanada-Ukraina utworzyli Kanadyjsko-Ukraińską Misję Medyczną. Po ośmiu latach program został przemianowany na Canada Ukraine Surgical Aid Program (CUSAP).
Celem misji jest zapewnienie kompleksowej opieki chirurgicznej Ukraińcom poszkodowanym w wyniku wojny. Główne obszary działalności to:
1 – zapewnienie kompleksowej i nowoczesnej multidyscyplinarnej opieki urazowej i rekonstrukcji pourazowej cywilom i personelowi wojskowemu poszkodowanym w wyniku wojny;
2 – wspieranie ukraińskich medyków poprzez szkolenia w zakresie leczenia urazów.
W listopadzie tego samego roku, na zaproszenie dr Oleha Antonyshyna, 25 chirurgów-wolontariuszy, anestezjologów i pielęgniarek przybyło do Ukrainy z Kanady, aby przeprowadzić tam misję leczenia pacjentów, którzy odnieśli obrażenia podczas Rewolucji Godności i tych, którzy zostali ranni we wschodniej Ukrainie.
Członkowie zespołu medycznego pochodzili z różnych części Kanady, w tym z Victorii, Vancouver, Edmonton, Winnipeg i Toronto. Skonsultowano ponad 60 pacjentów z całej Ukrainy ze złożonymi wadami pourazowymi i deformacjami. Przeprowadzono łącznie 37 operacji rekonstrukcyjnych u 30 pacjentów.

## Działalność
W latach 2014–2020 dr Oleh Antonyshyn i zespół pomocy chirurgicznej przeprowadzili łącznie pięć misji. Podczas każdej z nich leczeniem objęto około 40 pacjentów, a do zakończenia piątej misji zespół medyczny regularnie konsultował 100 pacjentów.
W latach 2014–2020 Kanadyjska Misja Chirurgów Plastycznych znajdowała się w Kijowie, a kanadyjscy lekarze przeprowadzali również operacje na miejscu we Lwowie i Odessie. Przez lata pracy misji na Ukrainie Fundacja Kanada-Ukraina przekazała ukraińskim szpitalom prawie 2 miliony dolarów kanadyjskich.
W 2016 roku dr Oleh Antonyshyn otrzymał nagrodę państwową za zasługi III stopnia na mocy dekretu prezydenta.
W 2017 roku dr Oleh Antonyshyn otrzymał nagrodę humanitarną im. M. Ochrymovycha, znaną również jako nagroda humanitarna Helping Hands, przyznawaną przez organizację Ukrainian Canadian Social Services Toronto (UCSST).

### Po rozpoczęciu inwazji na Ukrainę na pełną skalę w 2022 r.
Z chwilą wybuchu wojny na pełną skalę prowadzonej przez Rosję przeciwko Ukrainie, Canada Ukraine Surgical Aid Program został przeniesiony do Polski. Sale operacyjne zostały wydzielone w szpitalu w Czeladzi, gdzie lekarze-wolontariusze z Kanady przeprowadzają operacje ortopedyczne i plastyczne ciężko rannych wojskowych i cywilów, którzy odnieśli obrażenia w wyniku eksplozji min. Ukraińscy chirurdzy są również zaangażowani w opiekę pooperacyjną i rekonwalescencję poszkodowanych.
Według CUSAP, od początku wojny liczba urazów twarzy, głowy i szyi odniesionych przez Ukraińców znacznie wzrosła. Średni czas trwania operacji wynosi 7–15 godzin. Niektórzy pacjenci potrzebują kilku operacji, aby przywrócić czynności narządów twarzy i żucia.
Podczas pierwszych dwóch misji w 2022 roku do polskiego szpitala dostarczono 30 palet ze sprzętem medycznym. W polskim szpitalu CUSAP utworzył tymczasowy magazyn do przechowywania całego sprzętu chirurgicznego na czas między misjami.
W 2022 r. premier Polski Mateusz Morawiecki odwiedził szpital w Czeladzi, aby podziękować kanadyjskim lekarzom, którzy operują ciężko rannych weteranów i ukraińskich cywilów.

### Lekarze wolontariusze
Wraz z początkiem inwazji na szeroką skalę, zespół CUSAP otrzymał ponad 120 zgłoszeń od lekarzy różnych specjalizacji z całej Ameryki Północnej, którzy dobrowolnie chcieli leczyć ukraińskich pacjentów. Jednym z uczestników misji jest Steve McCabe, który wraz ze swoim zespołem jako pierwszy na świecie przeprowadził przeszczep ręki. Lekarz uczestniczy w misjach CUSAP od 2014 roku.
W przypadku niektórych rekonstrukcji twarzy chirurdzy plastyczni wykorzystują kości pacjentów z innych części ciała lub sztuczne implanty wydrukowane na drukarce 3D.
Operacje przeprowadzane są z udziałem lekarzy specjalistów z różnych dziedzin, w tym chirurgów szczękowo-twarzowych i neurochirurgów, co zapewnia kompleksowe podejście do leczenia.
Zgodnie z polskim prawem zagraniczni lekarze nie mogą leczyć pacjentów w kraju bez uprzedniego potwierdzenia swoich kwalifikacji. Polski rząd i polskie Ministerstwo Zdrowia uprościły tę procedurę dla lekarzy CUSAP i wydały 3-tygodniową zgodę na leczenie pacjentów przez kanadyjskich lekarzy.

## Finansowanie
11 września 2014 roku społeczność ukraińsko-kanadyjska w Toronto zorganizowała imprezę charytatywną „Unite for Ukraine”, aby zebrać fundusze na pierwszą misję chirurgów plastycznych na Ukrainie. Wydarzenie było sponsorowane przez kanadyjskiego biznesmena Eugene’a Melnyka, właściciela drużyny hokejowej Ottawa Senators, i wzięli w nim udział ówczesny premier Stephen Harper, gwiazda hokeja Wayne Gretzky i inni goście.
Podczas wydarzenia zebrano ponad 200 000 dolarów kanadyjskich. Wśród innych darczyńców znaleźli się przedstawiciele Fundacji Kanada-Ukraina, kanadyjskich korporacji i innych instytucji, które przeznaczyły 500 000 CAD na drugą i trzecią misję.
Ostatnie cztery misje CUSAP zostały sfinansowane dzięki wsparciu darczyńców otrzymanemu w ramach Apelu Humanitarnego dla Ukrainy, ustanowionego w 2022 r. jako wspólna inicjatywa Kongresu Ukraińsko-Kanadyjskiego (UCC) i Fundacji Kanada-Ukraina (CUF).
Canada Ukraine Surgical Aid Program jest również wspierany przez Ministerstwo Zdrowia Ukrainy, Ministerstwo Obrony Ukrainy i Ministerstwo Zdrowia Polski. Ponadto w 2023 r. Sunnybrook Health Sciences Centre, we współpracy z Fundacją Kanada-Ukraina, uruchomiło program edukacyjny dla ukraińskich chirurgów. Program ten ma na celu poprawę opieki nad pacjentami na Ukrainie poprzez wspólne szkolenia i wymianę doświadczeń. Podczas każdej misji 15-20 ukraińskich lekarzy jest szkolonych w zakresie chirurgii czaszkowo-twarzowej.